# Ліза Еванс
Ліза Кетрін Еванс (англ. Lisa Catherine Evans, нар. 21 травня 1992, Перт) — шотландська футболістка, нападниця англійського клубу «Вест Гем Юнайтед» і збірної Шотландії.